# 连二硫酸钡
连二硫酸钡是钡的连二硫酸盐，化学式 BaS2O6。

## 制备
连二硫酸钡可以由连二硫酸锰溶液和氢氧化钡反应而成：
{\displaystyle \mathrm {MnS_{2}O_{6}+Ba(OH)_{2}\longrightarrow BaS_{2}O_{6}+Mn(OH)_{2}} }

## 性质
连二硫酸钡的二水合物是一种无色、对空气稳定的固体，易溶于水，不溶于醇。它在 120 °C 下失去结晶水，140 °C 下分解成硫酸钡，并放出二氧化硫。
它是单斜晶系的，空间群 C2/c (No. 15)。